# 加文·贝利斯
加文·贝利斯（英語：Gavin Bellis，1973年11月11日—），澳大利亚男子赛艇运动员。他曾代表澳大利亚参加2013年、2014年和2015年世界赛艇锦标赛，获得三枚金牌。他也曾参加2012年和2016年夏季残奥会。